# Detoksikacija
Detoksikacija (de- + lat. toxicus < grč. τοξıϰός: /otrov/ za strijele, prema τόξον: lûk) predstavlja metaboličke procese kojima se otrovne tvari u organizmu pretvaraju u neotrovne ili manje otrovne, koje su topljivije pa se lakše izlučuju iz tijela putem žuči ili mokraće. Ovisno o vrsti molekule koju treba detoksicirati, organizam se služi dvama različitim mehanizmima:
- promjenom kemijske strukture toksične tvari (npr. oksidacijom, redukcijom ili hidrolizom) ili
- vezanjem toksične tvari s nekim drugim spojevima (npr. konjugacijom s glukuronskom kiselinom ili sa sulfatom).

Tim procesima podliježu i hormoni te neki lijekovi. Glavnina detoksikacijskih procesa odigrava se u jetri, glavnom organu za detoksikaciju u ljudskom tijelu.<